# Henry Holt and Company
Henry Holt and Company – amerykańska firma wydawnicza z siedzibą w Nowym Jorku. Jedno z najstarszych wydawnictw w Stanach Zjednoczonych, założone w 1866 roku przez Henry’ego Holta i Fredericka Leypoldta. Firma publikuje książki z zakresu amerykańskiej i międzynarodowej beletrystyki, biografii, historii, polityki, nauki ścisłej, psychologii, zdrowia i literatury dziecięcej. W Stanach Zjednoczonych działa pod szyldem Macmillan Publishers.

## Historia

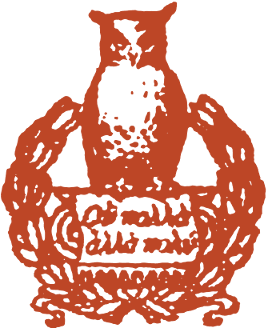
Logo firmy Henry Holt and Company, które pojawiło się w książce In the Dwellings of the Wilderness autorstwa Charlotte Bryson Taylor z 1904 roku.

Firma wydaje książki pod wieloma szyldami, m.in. Metropolitan Books, Times Books, Owl Books i Picador. Wydawnictwo jest również wydawane pod nazwą Holt Paperbacks.
Wydawnictwo opublikowało prace uznanych autorów takich jak np. Erich Fromm, Paul Auster, Hilary Mantel, Robert Frost, Hermann Hesse, Norman Mailer, Herta Müller, Thomas Pynchon, Robert Louis Stevenson, Iwan Turgieniew, and Noam Chomsky.
W latach 1951–1985 Holt wydawał czasopismo „Field & Stream” o tematyce łowieckiej.
W 1960 roku firma Holt połączyła się z Rinehart &amp; Company z Nowego Jorku oraz John C. Winston Company z Filadelfii i w ten sposób powstała spółka Holt, Rinehart and Winston. 1 marca dziennik „The Wall Street Journal” poinformował, że akcjonariusze Holt zatwierdzili fuzję, ostatnią z trzech decyzji. „Henry Holt jest firmą, która przetrwała, ale będzie znana jako Holt, Rinehart, Winston, Inc.”.
CBS kupiło firmę w 1967 roku, ale w 1985 roku grupa się podzieliła, a dział wydawniczy zajmujący się sprzedażą detaliczną, wraz z nazwą Holt, został sprzedany Georg von Holtzbrinck Publishing Group z siedzibą w Stuttgarcie, która zachowała Holt jako spółkę zależną pod pierwotną nazwą, a w Stanach Zjednoczonych jest ona częścią Macmillan Publishers.